# Tauroraphidia
Tauroraphidia is een geslacht van kameelhalsvliegen uit de familie van de Raphidiidae. 
Tauroraphidia werd voor het eerst wetenschappelijk beschreven door H. Aspöck, U. Aspöck & Rausch in 1982.

## Soorten
Het geslacht Tauroraphidia omvat de volgende soorten:
- Tauroraphidia marielouisae (H. Aspöck et al., 1978)
- Tauroraphidia netrix H. Aspöck et al., 1982